# Хрунов, Пётр Александрович
Пётр Алекса́ндрович Хруно́в (5 июня [17 июня] 1842 года, Москва, Российская Империя — 1918, Москва, РСФСР) — тайный советник, военный хирург, участник Хивинского похода.

## Биография

### Происхождение и образование
Происходит из нетитулованного русского рода небогатых дворян-чиновников, коренных москвичей. Родился третьим ребёнком из восьми детей в семье коллежского асессора Александра Андреевича Хрунова (1810—?), женатого вторым браком на потомственной дворянке Екатерине Александровне, урождённой Айдаровой. Отец дослужился в администрации Московского Елисаветинского училища до поста бухгалтера и письмоводителя. Первое время семья Хруновых проживала на казённой квартире в здании училища на Вознесенской улице, а позже перебралась в собственное жильё в Лефортовской части.
Окончил 2-ю Московскую гимназию и поступил на Медицинский факультет Императорского московского университета, где обучался на казённый счёт. 11 сентября 1865 года окончил его с присвоением степени лекарь.

### Ранние годы
По окончании МГУ направлен высочайшим приказом в войска Оренбургского военного округа сверхкомплектным врачом, куда прибыл в январе 1866 года и был прикомандирован к Оренбургскому военному госпиталю. С апреля по ноябрь того же года находился в командировке в Нижнем Новгороде и по возвращении назначен на должность младшего ординатора в полугоспиталь Уральского Укрепления. Там же с августа по октябрь 1870 года исполнял должность главного врача. В ноябре того же года произведён в титулярные советники.
В апреле 1871 года переведён младшим ординатором в Оренбургский военный госпиталь. В июле того же года произведён в коллежские асессоры. С сентября того же года по август 1872 года исполнял должность старшего ординатора госпиталя, совмещая её с работой учителя фельдшерской школы и членством в комиссии при Управлении оренбургского губернского воинского начальника. В ноябре 1871 года находился в командировке в Орске с целью выявления причин появления цинги в Аральском отряде. В марте 1873 года произведён в надворные советники.

### В Хивинском походе
В феврале 1873 году командирован в отряд генерал-адъютанта Николая Александровича Верёвкина, который готовился к выступлению в Хивинский поход. В ходе крупной войсковой операции под командованием генерал-губернатора Туркестана Константина Петровича Кауфмана город Хива был взят российскими войсками, а значительная часть Хивинского ханства, признавшего протекторат Российской империи над собой, аннексирована. Вновь завоёванные территории вошли в состав Аму-Дарьинского отдела Туркестанского края. Во время похода Пётр Александрович заведовал санитарными частями различных войсковых формирований:
- 1-го Оренбургского линейного батальона;
- 6-ти сотен Оренбургских казаков Эмбенского поста;
- Авангарда отряда под начальством ротмистра Мореншильда;

- 2-го эшелона под начальством полковника Дмитрия Николаевича Леонтьева;
- гарнизона крепости Джан-кала под начальством подполковника Новокрещёнова;

В ходе кампании неоднократно выезжал для борьбы со вспышками эпидемий в город Кунград. По возвращении из похода 10 октября 1873 года с Высочайшего разрешения отбыл в двухмесячный заграничный отпуск с сохранением содержания.

### Дальнейшая служба в Оренбургском военном округе
Вернувшись в декабре 1873 года из-за границы, Пётр Александрович получил разрешение поступить за собственный счет на 1873/74 учебный год в клинический военный госпиталь «с научной целью». По окончании учебного курса в ноябре 1874 года получил назначение старшим врачом в Башкирский эскадрон (позже переименованный в конный полк) под командой полковника Дмитрия Николаевича Леонтьева.
В феврале 1875 года заведовал санитарной частью в Оренбурге, которая обслуживала сразу несколько подразделений: несколько рот линейных батальонов местной артиллерийской команды, арсенал и склад артиллерийского имущества военно-исправительной роты, оренбургских военных топографов и инженеров, жандармов и прочих военных чинов. После чего назначен в 5-й полк Оренбургского казачьего войска заведовать санитарной частью. Эти обязанности Пётр Александрович сочетал с членством в Губернском присутствии по воинской повинности для приема новобранцев в январе — феврале 1875 года, а также с октября 1875 по январь 1876 года. В декабре 1876 года произведён в коллежские советники.
С сентября 1877 года вновь назначен заведовать санитарной частью 1-го Оренбургского линейного батальона. Однако, когда 17 ноября 1877 года состоялся инспекторский смотр 5-го полка Оренбургских казаков великим князем Николаем Константиновичем, именно врач Хрунов был вызван «состоять в распоряжении» Его императорского высочества. По возвращении к своим обязанностям в батальон был в марте 1878 года командирован в Стерлитамак для осмотра лагерной местности. Помимо основных обязанностей, с мая 1879 по апрель 1880 года он время от времени привлекался Окружным военным судом в качестве врача-эксперта. В июле 1881 года был на месяц командирован исполнять должность Тургайского областного врача.

### В крепости Свеаборг
В ноябре 1882 года переведен из Оренбурга в крепость Свеаборг (ныне в Финляндии) заведовать санитарной частью 9-го резервного пехотного кадрового батальона Свеаборгского крепостного пехотного полка. С мая 1883 года в дополнение к основным обязанностям назначен заведовать санитарною частью при управлении Свеаборгского коменданта. Всё лето того же года провёл Тавастгусском военном лагере в качестве отрядного врача, а с декабря стал заведовать санитарными частями 2-х батальонов 94-го Енисейского и одного батальона 96-го Омского полков.

### Полковой врач Самогитского 7-го гренадерского полка
По собственному желанию переведён с января 1886 года на должность полкового врача в 7-й гренадерский Самогитский генерал-адъютанта графа Тотлебена полк, который квартировал тогда в Муроме Владимирской губернии. С декабря 1893 года из-за отсутствия дивизионного врача 2-й гренадерской дивизии, назначен исполнять его должность.

### Бригадный врач в Казани
12 мая 1894 года назначен бригадным врачом 59-й пехотной резервной бригады в Казань. В июле того же года произведён в статские советники. С октября 1895 по октябрь 1897 годов состоял членом Казанского губернского присутствия по воинской повинности для приема новобранцев. По распоряжению командующего войсками Казанского округа течение сентября 1896 года находился командировке в Пензе, где в составе комиссии участвовал в поверочной мобилизации штаба 50-й пехотной дивизии.

### Корпусной врач в Гродно
30 марта 1903 года заступил на должность корпусного врача 2-го Армейского корпуса в Гродно, а 6 декабря того же года произведён в действительные статские советники. С этой должности уволен в 1908 году по собственному прошению в отставку с производством в тайные советники, награждением мундиром и назначением пенсии.

### Последние годы жизни, смерть
Выйдя на пенсию, тайный советник Пётр Александрович Хрунов вернулся с семьей в Москву и поселился сперва в отцовском доме в Лефортовской части, а затем переехал в Немецкую слободу, где ему по наследству от родственников матери — Айдаровых достался двухэтажный дом с двором и хозяйственными постройками по Аптекарскому переулку, 13. Отставной тайный советник Хрунов поселился с женой, младшими детьми и внуками во втором этаже, а первый занимала семья и приёмная частной врачебной практики его старшего сына Александра, пошедшего по стопам отца в медицину. В 1919 году в связи с уплотнением, чинимым Советской властью, Хруновым пришлось потесниться — за ними осталось несколько комнат в большой коммунальной квартире, в которую превратился второй этаж. Дом этот простоял до 1953 года, когда был снесён за ветхостью, и все эти годы в нём проживали потомки Петра Александровича.
В 1914 году в связи с началом Первой мировой войны Пётр Александрович добровольцем вернулся к работе в Московском Генеральном императора Петра I военном госпитале. Несмотря на свои преклонные 72 года он каждый день ходил пешком по мосту через Яузу на службу. Будучи до конца жизни убеждённым монархистом, он, по воспоминаниям потомков, даже накануне падения правящей династии, когда критика царизма стала делом вполне обыденным, всячески пресекал её в своём присутствии. Так, однажды учительница-немка, приглашённая на дом к одной из его внучек, позволила себе нелестное замечание в адрес царя. Возмущённый Пётр Александрович не преминул с холодной учтивостью тут же «поставить немку на место».
В 1918 году его сын врач Александр Александрович Хрунов заразился на приёме от пациента сыпным тифом и вскоре скончался. Пётр Александрович умер в том же году, точная причина смерти неизвестна.

## Награды
- 21 июля 1872 года — орден Св. Станислава 3-й степени;
- 27 сентября 1873 года — серебряная медалью за «Хивинский поход в 1873 году»;
- 8 июня 1874 года — орден Св. Анны 3-й степени за участие в Хивинском походе;
- 30 августа 1880 года — орден Св. Станислава 2-й степени;
- 20 августа 1884 года — орден Св. Анны 2-й степени;
- 30 августа 1890 года — за отличие по службе высочайшим приказом награждён орденом Св. Владимира 4-й степени;
- 6 декабря 1895 года — орден Св. Владимира 3-й степени;
- 26 февраля 1896 года — серебряная медаль «В память царствования императора Александра III».

## Семья и потомки
Был женат на потомственной дворянке Елизавете Александровне (1848—1926), дочери статского советника Александра Карловича Оде-де-Сиона и его супруги Анны Васильевны (урождённой Сарычевой). Её крёстной матерью была графиня Александра Андреевна Толстая (1817—1904), ставшая позднее камер-фрейлиной императрицы Марии Фёдоровны — дальняя родственница Сарычевых и двоюродная тетка писателя графа Толстого. С семьёй крестницы она, несмотря на своё высокое придворное положение, поддерживала до конца жизни самые тёплые отношения и завещала ей некоторые из личных вещей — своих и Льва Николаевича. Эти «вещи Толстых» хранились в семье Хруновых как реликвии, а после Октябрьская революции были переданы в экспозицию музея-усадьбы «Хамовники».
Детство Елизаветы Александровны прошло в Санкт-Петербурге и Ораниенбауме, где служил её отец, а после его кончины — в имении предков по материнской линии, Загвоздье в Новоладожском уезде Санкт-Петербургской губернии, где она получала домашнее образование. В 1869 году вместе с сёстрами была перевезена в Оренбург матерью, назначенной начальницей тамошнего Института благородных девиц. В 1870 году мать, Анна Васильевна Оде-де-Сион, уехала лечиться в Санкт-Петербург, где вскоре умерла. Её сыну лейб-гвардии подпоручику Василию Александровичу Оде-де-Сиону пришлось оставить военную службу и перебраться с семьёй из Варшавы в Оренбург, чтобы присматривать за младшими сёстрами, пока они завершали обучение в Институте благородных девиц. Там же в Оренбурге Елизавета Александровна познакомилась с Петром Александровичем Хруновым, и вскоре они поженились. В 1877 году, только после того, как судьбы всех сестёр были устроены, брат Василий вернулся на военную службу.
Дети Елизаветы Александровны и Петра Александровича Хруновых:
- Александр (1876—1918) — врач, ординатор московского «Коронационного Убежища»[К 1].
- Владимир (1877—1969) — педагог, учитель естествознания, Заслуженный учитель школы РСФСР, кавалер ордена Ленина. Общественный деятель города Чаплыгин.
- Мария (в замужестве Харкевич; 1882—1960) — закончила Московские высшие женские курсы и Московский городской народный университет имени А. Л. Шанявского. В годы Гражданской войны работала в Уфимском земстве и в городской библиотеке Красноярска, заведовала детским домом в Минусинске. Вернувшись Москву, с середины 1920-х годов давала частные уроки французского языка.
- Николай (1884—?) — инженер-электрик, ветеран Первой мировой войны, кавалерист. В тридцатые годы XX века сотрудничал с ЦАНИИ[7].
- Вера (в замужестве Даниленко; 1886—1972).
- Павел (1889—1976) — с детства проявлял талант художника, с 1906 обучался в МУЖВЗ, был учеником К. Ф. Юона. Однако в 1911 году предпочёл стать военным и поступил вольноопределяющимся сначала в пехотный, а затем перевёлся в драгунский полк. В годы Первой мировой войны дослужился до звания поручика. За доблесть, проявленную в боях против Австро-Венгрии, получил множество наград. После Октябрьской революции, разделяя антибольшевистскую позицию лидера меньшевиков Г. В. Плеханова, стал его личным представителем и военным советником при правительстве Ноя Жордания Грузинской Демократической Республики. С началом Гражданской войны примкнул к Белому движению, в 1920 году эвакуировался из Севастополя на пароходе «Инкерман» и поселился с семьей во Франции, где его потомки, сохранив фамилию, проживают и в наше время.
- Сергей (1892—1961).

### Возрождение фамилии Айдаровых
Осенью 1941 года Наталья Михайловна Харкевич, внучка тайного советника Хрунова и её гражданский муж профессор Иосиф Абрамович Кан (1884—1945) решили узаконить отношения, однако регистрировать свой брак и троих общих детей под одной из собственных фамилий накануне эвакуации из Москвы им показалось слишком рискованным. Опасаясь политических репрессий и проявлений антисиметизма, они решили взять нейтральную фамилию Айдаровы — в честь матери Петра Александровича, прабабушки невесты.